# Hita

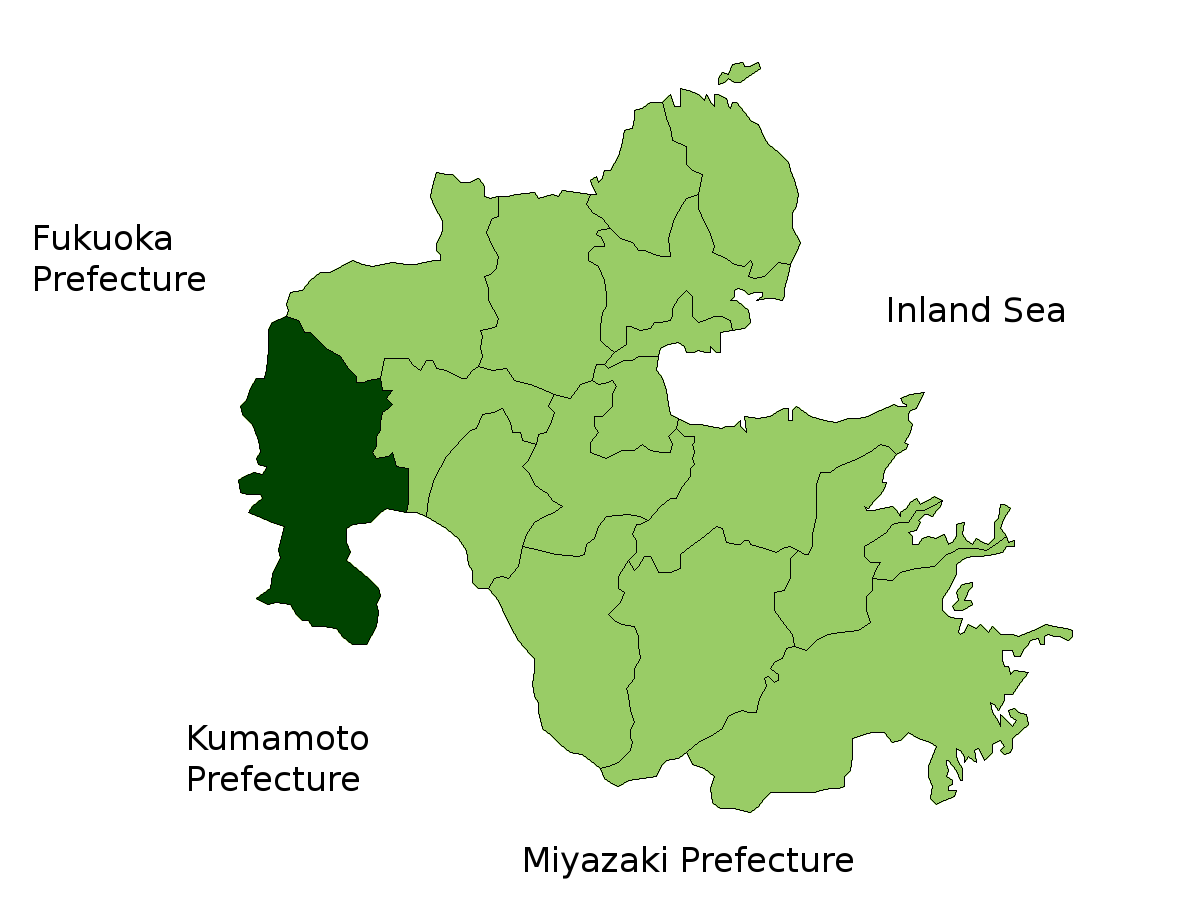

Hita (日田市 Hita-shi?) este un municipiu din Japonia, prefectura Ōita.